# Dentibythere
Dentibythere is een geslacht van kreeftachtigen uit de klasse van de Ostracoda (mosselkreeftjes).

## Soorten
- Dentibythere dentata Schornikov, 1982
- Dentibythere schornikovi